# Radschnellweg Stuttgart–Herrenberg
Der Radschnellweg RS1 ist eine etwa 20 Kilometer lange Radschnellverbindung zwischen Stuttgart, Sindelfingen bzw. Böblingen und Herrenberg. Mit Stand 2024 ist ein Teil davon fertiggestellt, andere Teile sind in Bau oder noch in der Planungsphase. Der RS1 wurde im Jahr 2019 als erster Radschnellweg in Baden-Württemberg realisiert und gilt als Pilotprojekt des Landkreises Böblingen. Es wurde ein Potenzial von über 2000 Radfahrern pro Tag prognostiziert. Für die Umsetzung wurde die Stadt Böblingen auf dem RadKongress 2019 ausgezeichnet. Der Radschnellweg ist Teil des RadNETZ BW.
Die Kosten der Realisierung des Teilstücks Böblingen/Sindelfingen bis Stuttgart betrugen 3 Mio. €. Dabei hat das Land die Baumaßnahme mit 1,1 Mio. € nach dem LGVFG gefördert.

## Betrieb
Im nördlichen Teil ist der Weg als Straße, die für Kraftfahrzeuge verboten ist (Verkehrszeichen ), gewidmet. Im südlichen Teil als unechte Fahrradstraße (Verkehrszeichen ), in dem Kraftfahrzeugverkehr erlaubt ist. Forstwirtschaftlicher Verkehr ist jedoch auf dem gesamten Weg erlaubt.
Aus Umweltschutzgründen ist er mit einer bewegungssensorgesteuerten LED-Beleuchtung ausgestattet. Aus Gründen der Insektenfreundlichkeit ist diese außerdem zeitlich begrenzt.
Der Zählung von Fahrrädern findet mittels Induktionsschleifen als dauerhafte Verkehrszählung statt. In den ersten vier Jahren wurden über eine Million Radfahrende gezählt.

## Bauliche Ausführung
Der RS1 zeichnet sich aus durch eine mindestens vier Meter breite, asphaltierte Fahrbahn aus. Die Fahrbahnbegrenzung ist weiß markiert und wird durch einen grünen Schmalstrich ergänzt. Der Weg wurde durch wegweisende Beschilderung ergänzt.
Auf eine Trennung des Fuß- und Radverkehrs wurde, aufgrund des niedrigen Fußverkehrsanteils, verzichtet.

## Geschichte
Der Baubeginn war im September 2018, im Mai 2019 wurde der Radschnellweg feierlich eröffnet.
Die Asphaltierung der gepflasterten denkmalgeschützten Römerstraße war umstritten. Es wurde ein etwa 80 Meter langer Teilabschnitt offen gelassen.
Im Mai 2020 wurde der Abschnitt zwischen Böblingen und Ehningen für den Verkehr freigegeben. Dabei wurde der bestehende Radweg ausgebaut und auf den Radschnellwegestandard erhöht.

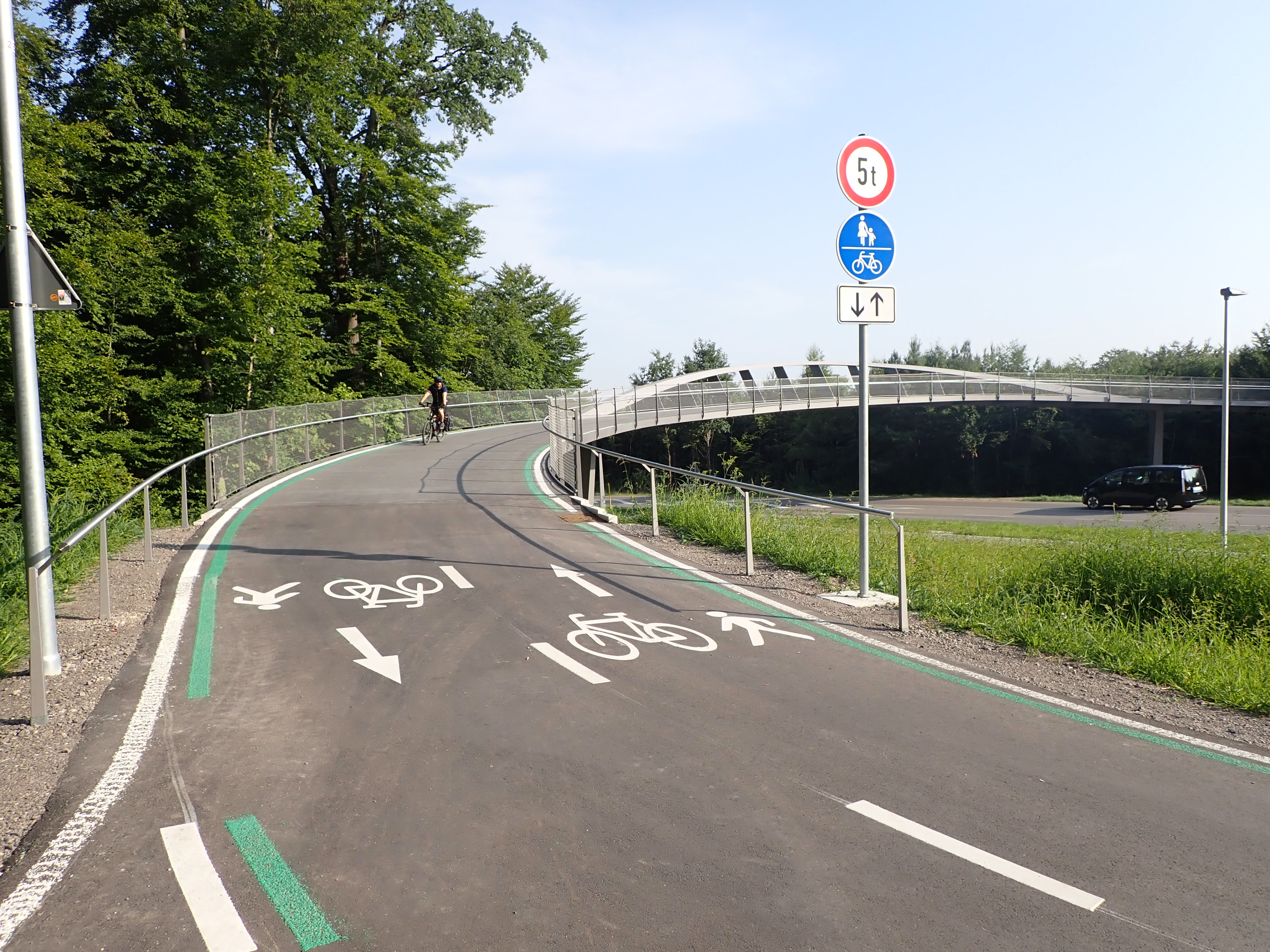
Radbrücke über die Panzerstraße in Böblingen

Im November 2023 fand der Spatenstich einer neuen Radschnellwegbrücke über die Panzerstraße in Böblingen statt. Die Baukosten hierfür betragen rund 5,8 Mio. €, die überwiegend durch das Land und den Bund übernommen werden. Die Brücke wurde im Juli 2025 eingeweiht.

## Zukunft
Zukünftig soll der Radschnellweg weiter über Gärtringen und Nufringen in Richtung Herrenberg führen. Das Teilstück von Ehningen nach Gärtringen befindet sich in Planung.